# 阿波犬
阿波犬（あわいぬ、あわけん）は、徳島県（旧阿波国）に存在した日本犬の一種。昭和初期に絶滅している。

## 概要
阿波とは対岸にあたる紀州産の紀州犬と共通する点が多く、熊野犬とはよく似ているとされた。阿波と紀州は人の往来が常にあり、犬もこれに伴い血の相互に交えたと考えられる。そのため同系とも見られている。
一方、紀州犬と共通する性質を持つ犬が分布したのは徳島でも海岸寄りの地域であり、剣山周辺の山側の地域には剣山系、あるいは祖谷系と呼ばれる別の系統が存在したともいわれる。

## 特徴
ガッシリとした体格であり、頭は大きく頬は張って、胸広の重厚な犬であった。無愛想だが主人には忠実。しかし、外来者には妥協しない。